# Libra (DC Comics)
Libra è un personaggio dei fumetti pubblicati dalla DC Comics. Comparve per la prima volta in Justice League of America n. 111 (maggio/giugno 1974), dove formò la prima incarnazione della Lega dell'ingiustizia (anche se ci furono altri gruppi di super criminali con nomi simili, come la Società dell'Ingiustizia e la Injustice League). Libra ricomparve poi con un ruolo predominante in Crisi finale nel 2008.

## Storia di pubblicazione
L'unica comparsa degna di nota di Libra, prima della sua comparsa in Crisi finale, avvenne in Justice League of America n. 111 e n. 112 nel 1974.
Nel 2004, ebbe un breve cameo nel crossover Vendicatori/JLA (n. 4) di Kurt Busiek e George Pérez.
Grant Morrison, lo scrittore di Crisi finale, spiegò la ragione per cui prese un criminale oscuro:
"La ragione per cui l'ho scelto fu perché Libra proveniva dal mio numero preferito di 'Justice League of America' e dopodiché non fu più utilizzato. Fu un personaggio che rubò tutti i poteri della Justice League che poi non riuscì a gestirli, così ascese ad una specie di divinità urlante dove divenne un corpo diviso in milioni di parti incolore che si diffusero in tutto il cielo. Così pensai cosa avrei potuto fare nei Nuovi Dei, e lui sarebbe stato un tipo interessante da riportare indietro perché necessitavo di un uomo del mistero mascherato che cominciasse il nuovo reclutamento per la Società Segreta dei Supercriminali, poiché divennero quasi tutti membri di una setta terroristica. Sotto la guida di Libra, cominciarono a commettere dei piccoli crimini, anche alle mogli e alle famiglie dei supereroi, spezzando il confine. Così ci fu quell'elemento della storia e mi serviva un tizio mascherato, che la gente non conosceva affatto. E mi ricordai di Libra e del fatto che era connesso a questa ascesa alla divinità che a lui si legava in modo perfetto. Cosa si celava veramente sotto il cappuccio si scoprì più avanti nella serie".
Nel maggio 2008, la sua comparsa fu riportata in DC Universe Special: Justice League of America nello stesso periodo in cui fu reintrodotto insieme alla Fiamma Umana (un nemico di Martian Manhunter che comparve in Detective Comics n. 274) in Justice League of America n. 21. Ritornò, riottenendo in apparenza la piena potenza del suo status divino, per guidare una nuova e finale incarnazione della Società segreta dei supercriminali, questa volta offrendo ad ogni criminale, dal più semplice truffatore in costume al più grande di loro, la realizzazione dei loro desiderio più profondo.
Le piene origini di Libra e la connessione tra la comparsa originale e quella avvenuta in Crisi finale comparve quindi in una storia auto conclusiva scritta dal suo creatore originale, Len Wein, in Final Crisi: Secret Files & Origins nel dicembre 2008.

## Biografia del personaggio
In Crisi finale: Secret Files n. 1, fu mostrato che Libra nacque come Justin Ballantine, che perse sua madre all'età di 8 anni a causa di un farmacista alcolizzato che diede una quantità errata di medicinali di cui sua madre aveva bisogno. Poco dopo anche suo padre si diede all'alcolismo e all'abuso regolare di Justin. Justin utilizzò più avanti i soldi che aveva per comprarsi un telescopio così che avrebbe potuto osservare le stelle e immaginare una vita migliore tra di esse. Suo padre minacciò di picchiarlo con il suo stesso telescopio una notte, ma perse l'equilibrio e cadde verso la sua fine, cosa che portò Justin a vedere l'importanza dell'equilibrio nell'universo. Mentre frequentava l'università, il suo professore di fisica fu Ted Knight.
Libra fu il fondatore segreto di un gruppo di supercriminali chiamato Injustice Gang, dandone il controllo ad un misterioso benefattore. Costruì un inusuale dispositivo, il Transmortificatore, basandosi sui piani di costruzione dell'Asta Cosmica di Ted Knight. Il dispositivo gli permetteva di rubare metà dei poteri o delle energie di una data persona. Verso la fine della prima comparsa, si scoprì che l'intera operazione era un enorme bluff del loro organizzatore, Libra, al fine di testare il Transmortificatore. Una serie di dispositivi del "piano A" furono dati ai criminali nel caso che la JLA li avesse sconfitti, assorbendo così metà dei poteri degli eroi e trasferendoli a Libra. Soddisfatto del risultato, voltò il dispositivo verso lo stesso universo, sperando di diventare un dio. Invece, fu Libra ad essere assorbito dall'universo, effettivamente disintegrandosi e diffondendo la sua essenza in tutto il cosmo. Passò anni alla deriva nello spazio, finché non fu portato indietro per coesione su Apokolips da Desaad. Qui, incontrò il suo benefattore iniziale, Glorioso Godfrey, e il suo padrone, Darkseid. Libra promise a Darkseid eterna lealtà, e Morrison fece intendere che questo significava che Libra ora era divenuto un Nuovo Dio.
Libra ritornò in Crisi finale controllando un'armata di super criminali e minacciando l'intero Multiverso. Fu identificato in Justice League of America n. 21 come un signore della guerra alieno, anche se non fu indicato molto riguardo alle sue origini nella sua comparsa iniziale, o successivamente in Final Crisi: Secret Files n. 1. Durante gli eventi di Crisi finale n. 1 uccise Martian Manhunter con la sua asta, esaudendo il più grande desiderio di Fiamma Umana. Prima di morire, Martian Manhunter rivelò che sapeva come ciò sarebbe terminato. Disse a Libra che lui e la sua razza avrebbero fallito, avrebbero sempre fallito. Disse anche a Libra che la sconfitta era il suo destino, ora e per sempre. Per dimostrazione a Lex Luthor quando questi gli chiese di portare Superman da lui, Libra inviò quindi Clayface I con una bomba al palazzo del Daily Planet, dove la seguente esplosione ferì gravemente Lois Lane. Più avanti, quando la Fiamma Umana ringraziò Libra per averlo aiutato a vendicarsi, Libra cominciò a discutere di ciò che i criminali dovevano a lui. E dopo di ciò, Libra gli diede una nuova base all'ex quartier generale della palude della Legione del destino e quindi gli diede un costume nuovo e migliorato. Quando Libra gli infilò l'elmo (che si scoprì poi essere un elmo da Giustificatore) sulla Fiamma Umana, quest'ultimo si tramutò in uno schiavo senza mente dell'Equazione Anti-Vita. Libra quindi si rivelò come un profeta di Darkseid.
A questo punto, Lex Luthor tentò di uccidere Libra, giungendo alla conclusione che la sua lo rendeva troppo pericoloso perché potesse restare in vita, ma il nuovo criminale lo fece circondare invece da altri Giustificatori. Offrì a Luthor una scelta, o giurare fedeltà al Dio del Male (Darkseid) o divenire uno schiavo senza cervello. All'epoca, Libra stava guidando la Società segreta dei supercriminali alla pubblica esecuzione. Uno scienziato con accesso ai computer della Società bypassò i codici per la Resistenza, e Librà condannò il Calcolatore per la sua azione. Lex Luthor rimase in silenzio sulla faccenda, ma fu scelto per guidare l'azione di retroguardia contro gli eroi a Blüdhaven, e per quanto lo assunse come onore, non sembrò però molto compiaciuto. Un buco nel cielo si aprì sull'impiccagione, e mentre Libra raccontava alla Società della "notte di angoscia che dura per sempre", Darkseid gli diede la pienezza dei poteri. Libra, dopo aver scoperto, a quel tempo, che Lex Luthor era la talpa, tentò di ucciderlo ma il Dottor Sivana tirò fuori un dispositivo per disabilitare i Giustificatori. Luthor quindi sparò a Libra, apparentemente uccidendolo. Quindi rivelò egli stesso che Libra era l'impersonificazione vivente dell'Equazione Anti-Vita.
In Crisi finale: la vendetta dei Nemici, Libra rimase scioccato quando sentì che i Nemici declinarono l'invito a fare parte della Società Segreta. Tentò numerose volte di portarli dalla sua parte, anche ricorrendo alle minacce verso le loro famiglie e rivelando loro che Barry Allen era ritornato dai morti, ma fallì. Mentre i Nemici se ne andavano, Libra urlò loro che il male avrebbe vinto.
In Crisi finale: Rivelazioni, Libra dovette confrontarsi con Crispus Allen, il terzo Spettro, che venne a giudicarlo per l'assassinio di Martian Manhunter. Non solo lo Spettro non fu in grado di scoprire la vera identità di Libra, ma il criminale riuscì a battersi con lui e a mandarlo via.

## In altri media

### Televisione
- Nella serie animata Batman: The Brave and the Bold c'è un personaggio chiamato Equinox con similarità a Libra, incluso l'interesse nell'"equilibrio". Un ragazzo orfano cresciuto fin dalla nascita dai Signori di Caos ed Ordine, ad Equinox furono dati poteri da entrambe le fazioni, e incaricato di supportare l'equilibrio tra il bene e il male. Tuttavia, questo incarico si dimostrò un onere troppo pesante; lasciò i suoi maestri e cercò il suo ideale di equilibrio, opponendosi a Batman, ma occasionalmente aiutandolo. Comparve per la prima volta nel trailer della puntata "Mystery In Space!", quando tentò di eliminare Gorilla Grodd (un agente del male) e The Question (un agente di giustizia) nello stesso momento per mantenere l'equilibrio, ma Batman intervenne ed Equinox lo affrontò per la prima volta. Riuscì ad evadere Batman e Question e promise che si sarebbero rivisti. Nell'episodio "When OMAC Attacks!", comparve come ideatore di un piano terrorista: un villaggio fu distrutto in un'altra contea a causa delle azioni di organizzazione del mantenimento della pace. Per mantenere tutto in equilibrio, volle distruggere la città dove l'organizzazione era basata caricando un impianto nucleare utilizzando Shrapnel. Tuttavia fu distratto da Buddy Blank mentre Batman sventava il piano. Alla fine, però, salvò la vita di Batman guarendolo dopo che questi si fu esposto alle radiazioni fuoriuscenti dal reattore nucleare che cercava di spegnere, poiché la morte dell'eroe sarebbe stato uno squilibrio. Dopodiché se ne andò. In "The Fate of Equinox!", furono rivelate le origini di Equinox dopo aver ingannato Batman assicurando l'ascesa del villaggio alla divinità con l'intento di disfare l'universo e crearne uno nuovo, prendendo i poteri dei suoi maestri per fare tutto ciò e diventando Equinox-Prime. Dottor Fate prese in prestito i poteri di alcuni eroi e li diede a Batman perché lo fermasse, e Plastic Man duplicò il nuovo essere Bat-Monolita. Quando i nuovi poteri di Equinox si dimostrarono troppo potenti anche per la potenza combinata di Batman e dei suoi alleati, Batman rigirò la frittata presentando ad Equinox la rivelazione che lui stesso era in squilibrio in quanto odiava i Signori di Caos ed Ordine, cosa che disilluse gli abitanti del villaggio abbastanza a lungo da permettere a Batman di mandarlo k.o. colpendolo e spingendolo in un vortice che lo stesso Equinox aveva creato per distruggere l'universo così da ricostruirlo in equilibrio. In "Time Out for Vengeance!", si scoprì che la sua coscienza fu infranta in una dozzina di frammenti e sparpagliati nel tempo e nello spazio. Ogni aspetto impersonificò una parte della mente di Equinox-Prime. Il suo odio giunse lontano nel futuro ed entrò in un computer che utilizzò per creare e animare una manciata di robot per formare la Squadra di Vendetta su Batman, inviandoli a eliminare tutti i Batman dal continuum spazio tempo. Rip Hunter lo venne a sapere e allertò la Justice League International, che si divise in gruppi di due. Una volta che la Squadra di robot di Vendetta su Batman fu smantellata, la JLI giunse nel futuro, dove si trovava Equinox, grazie alla cattura di uno dei robot. La coscienza di Equinox si fuse con alcuni dei robot restanti in un robot gigantesco abitato dalla mente di Equinox, ma il Batman robot si liberò al controllo mentale del suo padrone e convocò tre Batmen da altre epoche per aiutarlo a combattere il loro comune nemico. I quattro Batmen neutralizzarono Equinox e il Batman del presente ritornò all'esistenza della sua epoca, ma la coscienza di Equinox si separò a sua volta in 12 frammenti significando che non era quella l'ultima volta che lo avrebbero visto.